# Ernest Pohl
Ernest Pohl (Ruda Śląska, Segunda República de Polonia, 3 de noviembre de 1932 - Hausach, Alemania, 12 de septiembre de 1995) fue un futbolista polaco que jugaba de delantero. Es considerado uno de los mejores jugadores polacos de fútbol de todos los tiempos.

## Biografía
Pohl anotó 39 goles en 46 partidos internacionales para la selección de fútbol de Polonia y hasta la fecha sigue siendo el jugador con más goles en la Ekstraklasa con 186 goles.
Jugó para Slavia Ruda Slaska, Orzeł Łódź entre 1952 y 1953, y para el Legia de Varsovia entre 1953 y 1955 y Górnik Zabrze entre 1956 y 1967. Durante los Juegos Olímpicos de Verano de 1960 en Roma, anotó cinco de los seis goles en la victoria por 6 a 1 ante Túnez. También marco cuatro goles contra la selección de fútbol de Noruega.
Después de haber jugado en la Ekstraklassa con el Legia y el Górnik (con este último equipo llegó a marcar 143 goles), Pohl se trasladó a los Estados Unidos, donde fichó por el club Polonia Greenpoint de Nueva York (un equipo de fútbol fundado por inmigrantes polacos) y SC Vistula Garfield en Garfield, Nueva Jersey.
Tras la caída del muro de Berlín y la reunificación alemana en 1990, se mudó a la localidad de Hausach, donde estuvo viviendo con su esposa y sus dos hijas. Finalmente, falleció el 12 de septiembre de 1995. En 2004, el estadio del Górnik Zabrze lleva su nombre en su honor.

## Palmarés
Legia Varsovia
- Ekstraklasa: 1955, 1956
- Copa de Polonia: 1954-1955

Gornik Zabrze
- Ekstraklasa: 1957, 1959, 1961, 62–63, 1963–64, 1964–65, 65–66, 1966–67
- Copa de Polonia: 1954-1955, 1954-1955